# Noë-les-Mallets
Noë-les-Mallets település Franciaországban, Aube megyében. Lakosainak száma 104 fő (2022. január 1.). Noë-les-Mallets Chacenay, Éguilly-sous-Bois, Essoyes, Fontette, Saint-Usage, Vitry-le-Croisé és Loches-sur-Ource községekkel határos.

## Népesség
A település népessége az elmúlt években az alábbi módon változott:
| Lakosok száma | 146  | 137  | 142  | 125  | 112  | 115  | 117  | 117  | 113  | 104  |
|               | 1968 | 1982 | 1990 | 2006 | 2013 | 2015 | 2017 | 2019 | 2020 | 2022 |